# Franz Sales Hechinger
Franz Sales Hechinger (* 12. Januar 1800 in Hayingen; † 29. Juli 1887 in New York) war ein deutscher Orgelbauer, der aus Süddeutschland stammte und Mitte der 1850er Jahre in die Vereinigten Staaten auswanderte. Dort betrieb er bis 1883 in New York mit einem seiner Söhne eine Orgelbaufirma.  

## Leben
Franz Sales Hechinger wurde im Januar des Jahres 1800 als Sohn des Orgelbauers Anton Hechinger (1755–1835) und dessen Ehefrau Anna Maria (geb. Hagg) in Hayingen, einem kleinen Ort auf der Schwäbischen Alb, geboren. Sein Vater führte dort die Orgelbauwerkstatt seines Stiefvaters, des Hayinger Orgelbauers Joseph Martin weiter. In der väterlichen Werkstatt absolvierte Hechinger seine Ausbildung. Danach folgte er zunächst seinem älteren Bruder Stefan Hechinger (* 1793) nach Wien und zog weiter nach Preßburg, wo er 1828 das erste Mal heiratete. Über diese Ehe liegen keine näheren Informationen vor.
Nach seiner Rückkehr in die Heimat heiratete Franz Sales Hechinger am 1. Juli 1833 im Alter von 33 Jahren in Hayingen Rosalia Schmatz (1805–1882). Im Jahr 1835 ließ er sich mit seiner Familie in Ulm oder Wiblingen (heute: Ulm-Wiblingen) nieder, wo er eventuell die verwaiste Werkstatt der Orgelbauerfamilie Schmahl übernahm. Er arbeitete als Orgelbauer im Raum Ulm, Biberach an der Riß, Laupheim und Zwiefalten sowie im Illertal. Neben Neubauten meist kleinerer Orgeln führte er auch zahlreiche Reparaturen aus. In Hechingers Ulmer Werkstatt vervollkommnete Georg Friedrich Steinmeyer um 1840 als Gehilfe seine Ausbildung.
Nur wenige der Werke von Franz Sales Hechinger sind erhalten, wie beispielsweise das Gehäuse seines Orgelneubaus für die katholische Pfarrkirche St. Martin in Grundsheim aus dem Jahr 1835. Die von ihm in den Jahren 1841/42 für die katholische Pfarrkirche St. Blasius in Attenweiler gebaute Orgel mit zehn Registern ist weitgehend im originalen Zustand erhalten und steht seit 1952 unter Denkmalschutz.
Im Alter von 55 Jahren wanderte Hechinger 1855 mit seiner Ehefrau und den beiden erwachsenen Söhnen Anton (* 1833) und Eduard (* 1835) in die Vereinigten Staaten aus. Mit zwölf Kisten Gepäck erreichte die Familie am 23. Juni 1855 mit dem Auswandererschiff „Anna Delius“ den Hafen von New York. Während der ältere Sohn Anton Hechinger katholischer Priester wurde, betrieb Eduard („Edward“) Hechinger gemeinsam mit seinem Vater eine Orgelbauwerkstatt in New York. Bis ins Jahr 1883, ein Jahr nach dem Tod von Rosalia Hechinger, ist die Existenz der Firma „Francis Hechinger and Son“ im Stadtbezirk Brooklyn mit der Adresse 110 Troutman Street in den Adressbüchern von New York belegt.
Franz Sales Hechinger starb 1887 im Alter von 87 Jahren in New York. Nach seinem Tod scheint das Unternehmen aufgelöst worden zu sein. Die Kinder seines Sohnes Eduard ergriffen andere Berufe fernab der Musik.

## Werke (Auswahl)
| Jahr    | Ort            | Kirche                                             | Bild | Manuale | Register | Bemerkungen                                                                                 |
| ------- | -------------- | -------------------------------------------------- | ---- | ------- | -------- | ------------------------------------------------------------------------------------------- |
| 1835    | Grundsheim     | Pfarrkirche St. Martin                             |      | II/P    | 9        | Gehäuse erhalten.                                                                           |
| 1836    | Bihlafingen    | Pfarrkirche St. Theodulus                          |      | I/P     | 12       | 1946 unter Einbeziehung älterer Register (und wohl auch des Prospekts) durch Reiser ersetzt |
| 1841/42 | Attenweiler    | Pfarrkirche St. Blasius                            |      |         | 10       | erhalten; 2014 restauriert                                                                  |
| 1842    | Schelklingen   | Pfarrkirche zur Hl. Maria und Hl. Konrad/Herz Jesu |      |         | 13       | 1934 ersetzt durch Neubau von Reiser                                                        |
| 1843    | Unterkirchberg | Pfarrkirche St. Martin                             |      |         | 8        | nicht erhalten, um 1900 ersetzt                                                             |
| 1844    | Wippingen      |                                                    |      |         |          |                                                                                             |
| 1845/46 | Hüttisheim     | Pfarrkirche St. Michael                            |      |         | 12       | nicht erhalten                                                                              |